# Отто Вайдт
Отто Вайдт (нім. Otto Weidt 2 травня 1883 — 22 грудня 1947) — німецький промисловець, власник фабрики з виробництва щіток, допомагав євреям під час Голокосту, переконаний пацифіст та антинацист, Праведник світу.

## Біографія
Отто Вайдт народився 2 травня 1883 року в місті Росток у сім'ї майстра-шпалерника і спочатку перейняв ремесло батька.
У 1920-х роках в Отто вже була власна фабрика з виробництва м'яких меблів. Проте він розлучився зі своєю першою дружиною і був змушений продати фабрику.
Згодом відкрив невелику фабрику, на якій виготовляли мітли і щітки. Працювали на ній переважно сліпі та глухонімі. Сам Вайдт був теж майже сліпий — розрізняв лише нечіткі обриси предметів. З початком Другої світової війни фабриці Вайдта було надано статус «важливого в оборонному відношенні підприємства» через те, що її продукція була потрібна армії. Тим часом армія отримувала тільки малу частину продукції підприємства. На свою фабрику Вайдт наймав євреїв і надавав їм притулок, постачав предметами першої необхідності й документами, а в підсумку рятував їх від неминучої загибелі. Майже весь персонал майстерні (30 з 33 працівників) складався з євреїв. Крім надання роботи євреям, Вайдт продавав щітки на чорному ринку і на виручені гроші підкуповував нацистів, щоб вони не нищили євреїв. З початком кампанії з очищення Берліна від євреїв Вайдт почав ховати тих, хто в нього раніше працював.
Отто Вайдт помер 22 грудня 1947 року в Берліні.
7 вересня 1971 року музей «Яд ва-Шем» визнав Вайдта «Праведником світу» .